# Économie de la Sierra Leone
L'économie de la Sierra Leone, depuis la fin de la guerre civile en Sierra Leone en 2002, l'économie se redresse progressivement avec un taux de croissance du produit intérieur brut compris entre 4 et 7 %.
Le développement économique de la Sierra Leone a toujours été freiné par une dépendance excessive à l'exploitation minière. Les gouvernements successifs et la population dans son ensemble ont toujours cru que « les diamants et l'or » étaient des sources suffisantes de devises et d'attrait pour les investissements.

## Histoire
Au début des années 1990, l'économie en Sierra Leone est exsangue.
L'État sierra-leonais a été placé sous tutelle du FMI en 1978. Victime des trafics, les productions officielles de diamants, de bois, ne cessaient de régresser. Le pays n'était pas industrialisé.

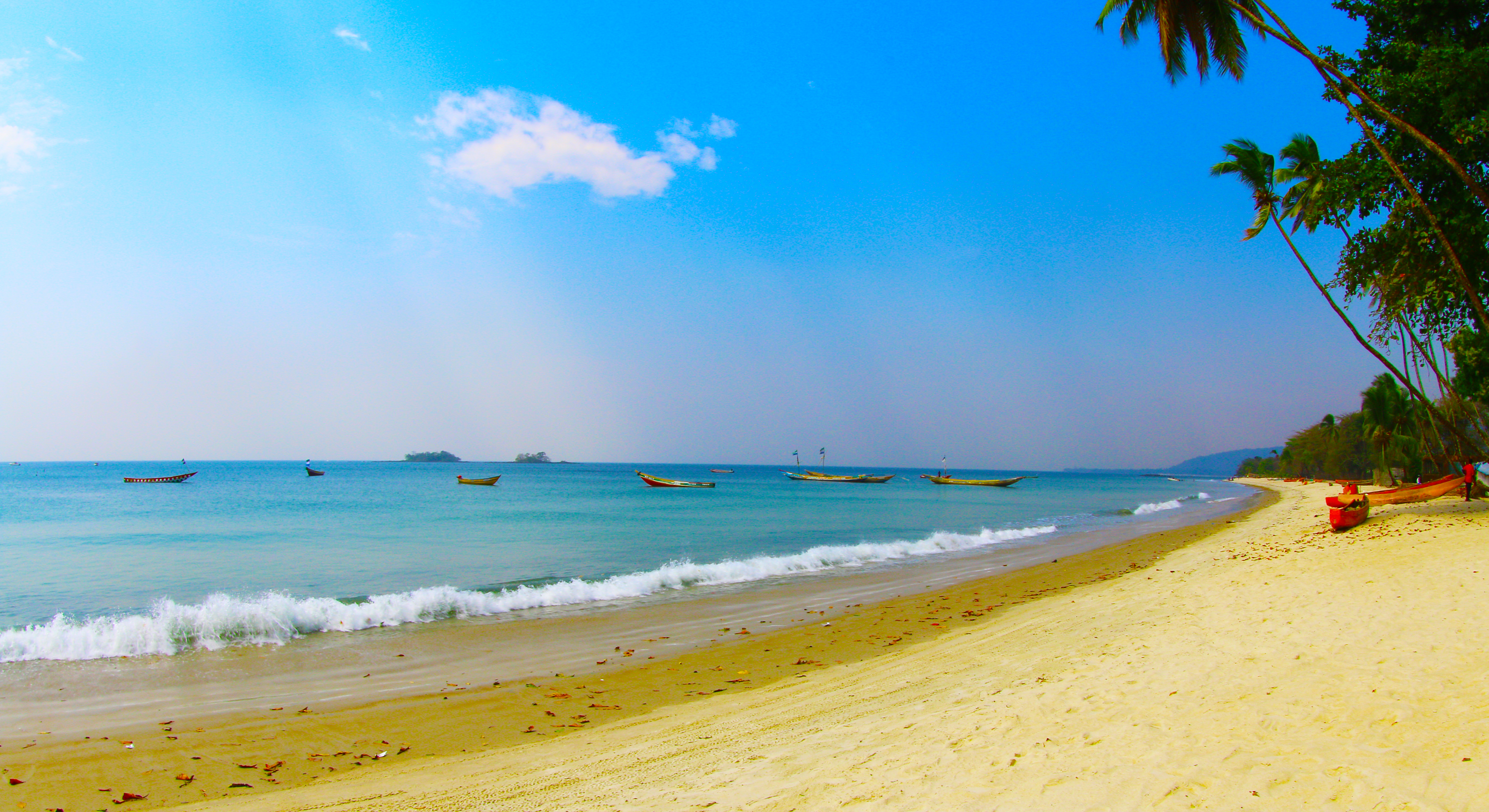
Plage de Tokeh, haut lieu du tourisme.

La guerre civile a aggravé la situation. Aujourd'hui pacifiée mais laminée par les conflits, Sierra Leone est l'un des pays les plus pauvres du monde.
Autrefois florissant, le tourisme a été ruiné par la guerre civile. Les investissements étrangers sont inexistants, la relance de l'économie est précaire et est ralentie par les difficultés à réintégrer les anciens combattants dans le monde du travail. En 2003, le PIB moyen par habitant était de cent soixante dollars .
Cependant la situation économique de ce pays laisse entrevoir des améliorations : le taux de croissance est positif et est allé jusqu'à atteindre 7,4 % en 2004, l'inflation est quasi nulle (1 %) et le FMI fait mention de progrès établis dans la stabilisation de l'économie et de la reprise en cours des secteurs agricole et minier.
La Sierra Leone possède un réel potentiel économique de par la richesse de son sous-sol (or, fer, bauxite, diamants, Rutile...), la grandeur de ses potentialités agricoles, la possibilité d'y redévelopper le tourisme.

## Agriculture

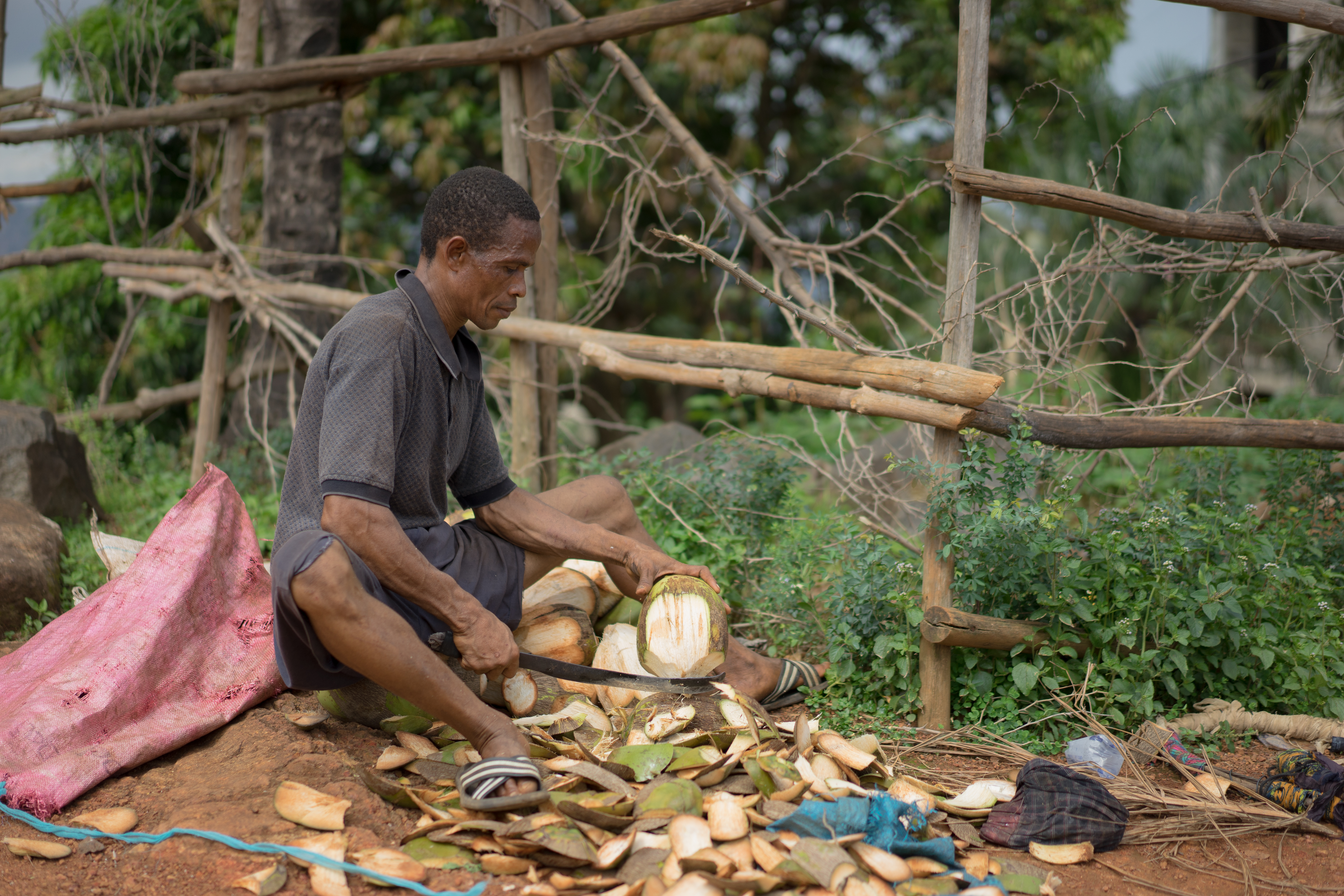
Préparation des noix de coco.

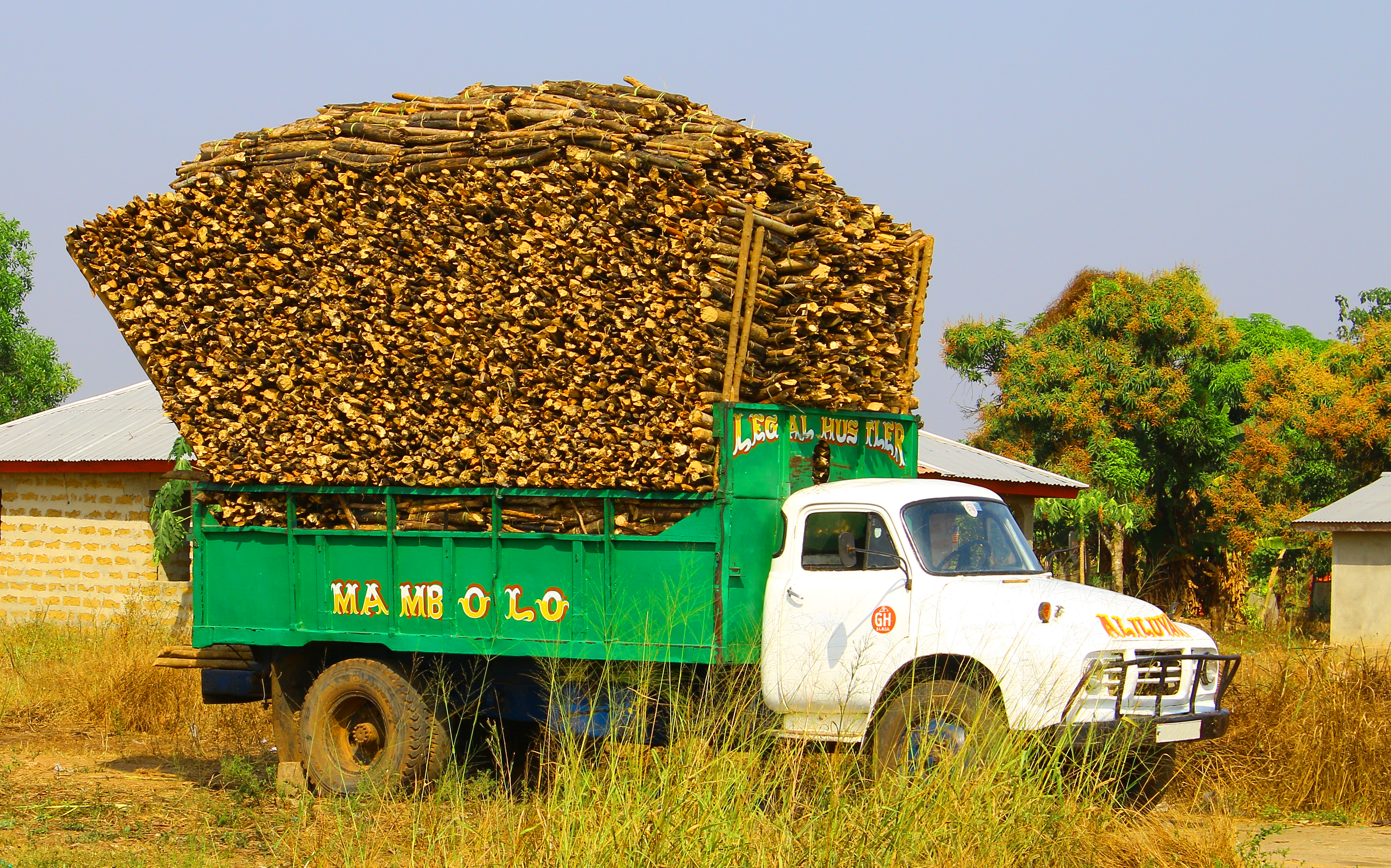
Transport de bois à usage domestique.

L'agriculture est la première source d'emplois du pays : elle représente les deux tiers de la population active pour environ 50 % du Produit National Brut. Les exportations agricoles représentaient presque 7,5 millions de dollars et les principaux produits exportés sont le café, le grain de palme, le cacao, la noix de cola et les épices. Le riz, cultivé par 80 % des fermiers, est le plus important moyen de subsistance et, avec le millet dans le nord-est, un produit de base, 247 000 tonnes ont été produites en 1999. Les autres produits alimentaires sont l'ananas, l'igname, l'arachide, le maïs, le manioc, la noix de coco, la tomate et le poivre. Le café est cultivé dans les provinces de l'est et du sud, la production a totalisé 15 000 tonnes en 1999. Le cacao est cultivé dans les zones de Kenema et de Kailahun dans les provinces de l'est et la zone Pujehun de la province du sud, principalement dans des petites terres agricoles d'environ 0,4 à 12 hectares. En 1999, une estimation de 11 000 tonnes de cacao fut produite. La production de palme est dérivée des cultures de palme sauvage[Quoi ?], principalement dans le nord-est et le sud-est ; la production comprenait 22 000 tonnes de grain de palme et 36 000 tonnes d'huile de palme en 1999. Bien qu'il existe une consommation locale importante de grains de palme, la majeure partie de la production est exportée.

## Exploitation minière
Riche en minéraux, la Sierra Leone a toujours compté sur le secteur minier en général, et sur les diamants en particulier, pour son économie. Dans les années 1970 et au début des années 1980, la croissance économique a ralenti en raison du déclin du secteur minier. Des taux de change financièrement défavorables et des déficits budgétaires publics ont entraîné d'importants déficits de la balance des paiements et une inflation.
Certaines réponses politiques aux facteurs externes, ainsi que la mise en œuvre de projets d'aide et de maintenance, ont entraîné un déclin général de l'activité économique et une grave dégradation des infrastructures économiques. Les perspectives à court terme de la Sierra Leone dépendent de la poursuite de son adhésion aux programmes du Fonds monétaire international et de l'aide extérieure.